# Tricentrus dyaki
Tricentrus dyaki är en insektsart som beskrevs av William D. Funkhouser 1937. Tricentrus dyaki ingår i släktet Tricentrus och familjen hornstritar. Inga underarter finns listade i Catalogue of Life.